# Kamini Yadav
Kamini Yadav (ur. 20 sierpnia 1984) – indyjska zapaśniczka walcząca w stylu wolnym. Zajęła osiemnaste miejsce na mistrzostwach świata w 2003. Czwarta na igrzyskach azjatyckich w 2002. Brązowa medalistka mistrzostw Azji w 2003. Wicemistrzyni Wspólnoty Narodów w 2007 roku.